# Ђула Вангел
Ђула Антал Вангел (мађ. Vangel Gyula Antal, Будимпешта, 13. децембар 1888 — Сао Пауло, 1964) био је фудбалер, репрезентативац у фудбалу, државни шампион у атлетици и стонотенисер. Бивши је председник Мађарског атлетског савеза, правник.

## Каријера
Рођен је као син Кароља Вангела и Паулине Елекеш, 21. октобра 1909. у Ференцварошу у Будимпешти оженио се Етелком Кливењи, годину дана старијом од њега, ћерком Деметер Ференца Кливењија. Развели су се 1923. године.

### Фудбал
Играо је за Будимпештански МАК а у репрезентацији Мађарске је играо само једном, у победничкој утакмици (4 : 1) против Аустрије одиграној 3. новембра 1907. године. 
- НБ I
  - Најбољи стрелац: 1908., 21 гол[6]

### Атлетика
- Крос, екипно
  - прваци 1910, МАК (у саставу Ђула Вангел, Калман Бан, Бела Фекете, Калман Бечке, Јанош Антал)[7]